# 커뮤니케이팅 시퀜셜 프로세스
커뮤니케이팅 시퀜셜 프로세스(Communicating Sequential Processes, CSP)는 병행 시스템에서 상호작용의 패턴을 기술하기 위해 고안된 형식 언어이다. 프로세스 대수 혹은 프로세스 계산이라 불리는 병행성 관련 수학논리의 한 종류이다. Go와 같은 프로그래밍 언어의 디자인에 영향을 끼쳤다. 
CSP는 1978년 앤터니 호어가 최초로 고안하여, 이후 계속해서 개량되어왔다. CSP는 여러 가지 시스템을 동시성의 관점에서 기술하여, 이를 파악하고 검증하기 위한 도구로 산업계에서 이용되고 있다.

## 같이 보기
- 에이다 (프로그래밍 언어)
- 다이렉트쇼